# Phalops laminifrons
Phalops laminifrons är en skalbaggsart som beskrevs av Leon Fairmaire 1882. Phalops laminifrons ingår i släktet Phalops och familjen bladhorningar. Inga underarter finns listade i Catalogue of Life.